# Казанка (Веселобалківський старостинський округ)
Казанка — селище в Україні, у Веселобалківському старостинському окрузі Казанківської селищної громади Баштанського району Миколаївської області. Населення — 540 осіб.

## Персоналії
- Черниш Вадим Олегович (1971) — український адвокат, член неурядових експертних організацій, голова Державного агентства з питань відновлення Донбасу (з 26 червня 2015), Міністр України з питань тимчасово окупованих територій і внутрішньо переміщених осіб (2016—2019).